# François-Joseph Gossec
François-Joseph Gossec (Vergnies, 1734. január 17. – Passy, 1829. február 16.) francia zeneszerző, aki főképp operákat, vonósnégyeseket, szimfóniákat és kórusműveket szerzett. A magyar közönség előtt legismertebb műve mégis a D-dúr gavotte-ja, amelyet az 1970-es években a Mazsola és Tádé című bábfilmsorozat főcímzenéjének elkészítéséhez használtak fel.

## Élete és munkássága
Gossec paraszti családban született Vergnies településen, amely az akkor Habsburg uralom alatt álló Hollandia francia enklávéjának számított (ma Belgiumhoz tartozik). Már korán megmutatkozott zenei érzéke, így tagja lett egy antwerpeni fiúkórusnak. 1751-ben Párizsba költözött, ahol Jean-Philippe Rameau tanítványa lett; később átvette tőle egy gazdag mecénás által fenntartott magánzenekar vezetését.
Első saját szimfóniáját 1754-ben mutatta be, de ebben az időben már operákat és más műveket is szerzett. 1760-ban mutatták be másfél órás időtartamú Requiemjét, ami tovább növelte hírnevét. Sok évvel később, 1778-ban Mozart is felkereste őt egy párizsi látogatása alkalmából, apjának írt levelében úgy írta le Gossecet, mint "nagyon jó barátot és nagyon száraz embert".
Az 1780-as évekig többnyire szimfonikus műveket szerzett, ettől fogva viszont az operákra helyezte át a hangsúlyt, és oktatási tevékenységet is kifejtett. 1815-ben vonult vissza, miután Napóleon bukása után XVIII. Lajos egy időre bezáratta a konzervatóriumot, ahol tanított. 1817-ig még foglalkozott zeneszerzéssel, ebben az időben fejezte be harmadik Te Deumát is.
1829-ben hunyt el az akkor még a párizsi agglomeráció részét képező, ma már a francia főváros 16. kerületéhez tartozó Passyban. Temetése a Père-Lachaise temetőben zajlott, és Gossec több egykori pályatársa is részt vett rajta, élükön Luigi Cherubinivel; síremléke Étienne Nicolas Méhul francia és André Grétry belga zeneszerzők sírjai közelében található.
Franciaországon kívül kevéssé ismerték, és nagy számú szerzeménye is (melyek között egyházi és világi zenék egyaránt szerepeltek) hamar háttérbe szorult a későbbi nagyobb komponisták munkássága mögött. Ezzel együtt személye és munkássága sok fiatalabb pályatársa számára jelentett inspirációt, és határozottan serkentette a hangszeres zene újraéledését.

## Fordítás
- Ez a szócikk részben vagy egészben  a   François-Joseph Gossec című angol Wikipédia-szócikk fordításán alapul.  Az eredeti cikk szerkesztőit annak laptörténete sorolja fel. Ez a jelzés csupán a megfogalmazás eredetét és a szerzői jogokat jelzi, nem szolgál a cikkben szereplő információk forrásmegjelöléseként.